# Mosley Music Group
Mosley Music Group é uma gravadora criada por Tim "Timbaland" Mosley em 2006 que tem como distribuidora a Interscope Records, da Universal Music Group.

## História
O selo foi criado após a antiga gravadora de Timbaland, Beat Club Records. O primeiro álbum da MMG, Loose da artista Nelly Furtado, passou a ser disco de platina. O segundo lançamento da gravadora foi do próprio Timbaland com o álbum Shock Value. Terceiro lançamento da MMG foi o álbum de estréia da banda OneRepublic, Dreaming Out Loud em 20 de novembro de 2007, a partir do qual o single "Apologize" atingiu o 2º lugar na Billboard Hot 100. A semana que terminou em 10 de novembro de 2007, "Apologize" foi o maior hit de rádio na história da rádio Top 40 na América do Norte, acumulando uma surpreendente reviravolta batendo o recorde anterior de Nelly Furtado com o hit "Promiscuous" [1]. . Em fevereiro de 2008 os dados SoundScan informou que "Apologize" foi apenas uma das duas canções na história a vender 3 milhões de downloads digitais [2] O lançamento mais recente foi no No Boys Allowed de Keri Hilson admitidos, com singles: Breaking Point, Pretty Girl Rock & The Way You Love Me (participação de Rick Ross).

## Artistas
- Timbaland
- Nelly Furtado
- Keri Hilson
- Chris Cornell
- Billy Blue
- SoShy
- OneRepublic
- D.O.E.
- Hayes
- Down With Webster

## Álbuns
- Shock Value
- Shock Value 2
- Loose
- Dreaming Out Loud